# Toy (EP)
Pour les articles homonymes, voir Toy.
Albums de Faye Wong
Faye Disc
(1994) Help Yourself
(1997)
Toy, sorti en février 1997, est le troisième EP Faye Wong.

## Titres
1. Undercurrent (暗湧)
2. Date (約定)
3. Merely Appease (敷衍)
4. Toy (玩具)
5. I Believe (我信)